# 八百津町立福地小学校
八百津町立福地小学校 （やおつちょうりつ　ふくちしょうがっこう）は、かつて岐阜県加茂郡八百津町に存在した公立小学校。

## 概要
- 八百津町福地地区（旧・加茂郡福地村の小学校であった。2010年、久田見小学校に統合され廃校。廃校時の児童数は9人であった。
- 2018年現在、校舎は現存する。体育館、グラウンドは避難場所等に利用されている。

## 沿革
- 1873年（明治6年） - 苗木藩藩士小林五郎治により清文学校が開校。民家を仮校舎とする。
- 1886年（明治19年） - 福地簡易科小学校に改称する。
- 1889年（明治22年）7月1日 - 福地村が発足。
- 1892年（明治25年） - 福地尋常小学校に改称する。
- 1926年（大正15年） - 福地尋常高等小学校に改称する。
- 1935年（昭和10年） - 農業青年学校を併設する。
- 1941年（昭和16年）4月1日 - 福地国民学校に改称する。
- 1944年（昭和19年）12月19日 - 漏電により校舎を全焼する。教員住宅や公会堂などを仮校舎とする。
- 1947年（昭和22年）4月1日 - 福地村立福地小学校に改称する。福地中学校を併設し、福地小中学校とも称する。
- 1948年（昭和23年） - 新校舎（木造平屋建）が完成する。
- 1956年（昭和31年）9月30日 - 福地村が八百津町に編入される。同時に八百津町立福地小学校に改称する。
- 1985年（昭和60年）4月 - 新校舎（鉄筋コンクリート造2階建）が完成。福地中学校との併設が解消され、福地小学校は単独校となる。
- 1992年（平成4年） - 体育館が完成する。
- 2010年（平成22年）3月31日 - 久田見小学校に統合され、廃校。